# Budoni
Budoni (sardinski: Budùne, galurski: Budùni) je grad i općina (comune) u pokrajini Sassariju u regiji Sardiniji, Italija. Nalazi se na nadmorskoj visini od 16 metara i ima 5 148 stanovnika.
 Prostire se na 54,28 km2. Gustoća naseljenosti je 95 st/km2.
Susjedne općine su: Posada, San Teodoro i Torpè.